# Natalja Ziatikowa
Natalja Wasiljeuna Ziatikowa (blr. Наталля Васільеўна Зятiкова; ur. 5 maja 1974 roku w Kemerowie) – białoruska i rosyjska biegaczka narciarska. Była uczestniczką mistrzostw świata w Val di Fiemme (2003), a także igrzysk olimpijskich w Salt Lake City (2002).
Jej siostra bliźniaczka, Wiera, także była biegaczką narciarską.

## Osiągnięcia

### Igrzyska olimpijskie
| Miejsce | Dzień     | Rok  | Miejscowość    | Konkurencja                            | Czas biegu | Strata   | Zwyciężczyni      |
| ------- | --------- | ---- | -------------- | -------------------------------------- | ---------- | -------- | ----------------- |
| 17.     | 9 lutego  | 2002 | Soldier Hollow | 15 km stylem dowolnym (start masowy)   | 39:54,4    | +2:10,1  | Stefania Belmondo |
| 35.     | 12 lutego | 2002 | Soldier Hollow | 10 km stylem klasycznym                | 28:05,6    | +2:38,6  | Bente Skari       |
| 34.     | 15 lutego | 2002 | Soldier Hollow | 10 km bieg łączony                     | 25:09,9    | +1:19,5  | Beckie Scott      |
| 5.      | 21 lutego | 2002 | Soldier Hollow | Sztafeta 4 × 5 km                      | 49:30,6    | +1:07,3  | Niemcy            |
| 29.     | 24 lutego | 2002 | Soldier Hollow | 30 km stylem klasycznym (start masowy) | 1:30:57,1  | +11:20,9 | Gabriella Paruzzi |

### Mistrzostwa świata
| Miejsce | Dzień     | Rok  | Miejscowość   | Konkurencja                            | Czas biegu | Strata  | Zwyciężczyni         |
| ------- | --------- | ---- | ------------- | -------------------------------------- | ---------- | ------- | -------------------- |
| 23.     | 18 lutego | 2003 | Val di Fiemme | 15 km stylem klasycznym (start masowy) | 39:40,9    | +2:25,2 | Bente Skari          |
| 25.     | 22 lutego | 2003 | Val di Fiemme | 10 km bieg łączony                     | 26:38,4    | +56,0   | Kristina Šmigun-Vähi |
| 5.      | 24 lutego | 2003 | Val di Fiemme | Sztafeta 4 × 5 km                      | 50:54,7    | +1:30,7 | Niemcy               |
| 10.     | 28 lutego | 2003 | Val di Fiemme | 30 km stylem dowolnym                  | 1:14:29,8  | +3:14,7 | Olga Zawjałowa       |

### Uniwersjada
| Miejsce | Dzień     | Rok  | Miejscowość | Konkurencja            | Czas biegu | Strata  | Zwyciężczyni    |
| ------- | --------- | ---- | ----------- | ---------------------- | ---------- | ------- | --------------- |
| 13.     | 9 lutego  | 2001 | Zakopane    | 5 km stylem klasycznym | 17:59,5    | +1:19,8 | Olga Moskalenko |
| 4.      | 10 lutego | 2001 | Zakopane    | 5 km stylem dowolnym   | 17:25,5    | +20,8   | Olga Moskalenko |
| 2.      | 15 lutego | 2001 | Zakopane    | 15 km stylem dowolnym  | 46,08,0    | +8,7    | Wiera Ziatikowa |